# Beringius eyerdami
Beringius eyerdami är en snäckart som beskrevs av A. G. Smith 1959. Beringius eyerdami ingår i släktet Beringius och familjen valthornssnäckor. Inga underarter finns listade i Catalogue of Life.